# 2루수

2루수의 위치

2루수(二壘手, second baseman, 2B)는 2루 근처에 위치해서 2루를 중심으로 수비하는 내야수이다. 기록지에서 2루수의 수비번호는 4이다.
본루를 중심으로 봤을 때 2루 오른쪽에 있는 야수가 2루수이고, 왼쪽에 있는 야수는 유격수이다. 비교적 3루수나 유격수에 비해 송구능력이 덜 필요하지만, 넓은 수비범위를 필요로 하는 포지션이다. 유격수와 2루수와의 조합을 야구용어로 키스톤 콤비네이션 혹은 키스톤 콤비라고 한다.